# インド発祥の宗教
世界人口に占めるインド発祥の宗教

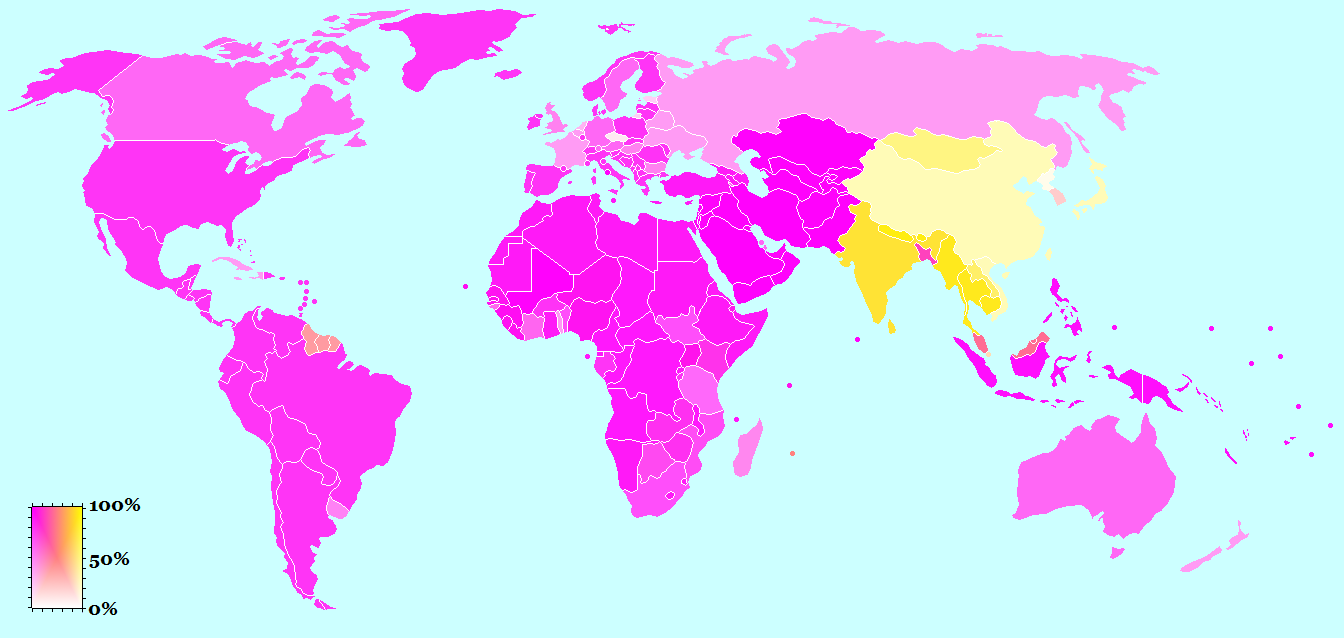
アブラハムの宗教（ピンク）と、インド発祥の宗教（黄色）分布

インド発祥の宗教あるいはインド宗教（英: Indian religions）は、古代インドの聖典であるヴェーダ群を起源とする宗教を指す。そのため伝統的にヴェーダの宗教 、ヴェーダ教（英: Vedic religions）という呼び方もされて来た。
バラモン教は、実質的にヴェーダに説かれる祭祀を行う人々の宗教を指す意味で使われることが多いので、ヴェーダの宗教（ヴェーダ教）という言い換えはあまり用いられず、バラモン教の方が一般的である。
ヒンドゥー教と訳される英語の Hinduism は、最も広い意味・用法では、インドにあり、また、かつてあったもの一切が含まれていて、インドの歴史では先史文明のインダス文明まで遡るものであるが、一般的には、アーリア民族のインド定住以後、現代まで連続するインド的伝統を指す。イギリス人は、このうち仏教以前に存在したバラモン中心の宗教をバラモン教（英: Brahmanism）、バラモン教のヴェーダ時代の宗教思想をヴェーダの宗教（ヴェーダ教）と呼んだ。
FrawleyとMalhotraは「ダルマの伝統 (Dharmic traditions)」という言葉を用いて、インドの様々な宗教の類似点を指摘している。Frawleyによれば「すべてのインドの宗教は、ダルマと呼ばれている」という。そのためダルマの宗教 (Dharmic religions) とも呼ばれる が、これにはいくつかの批判もある。

## 歴史

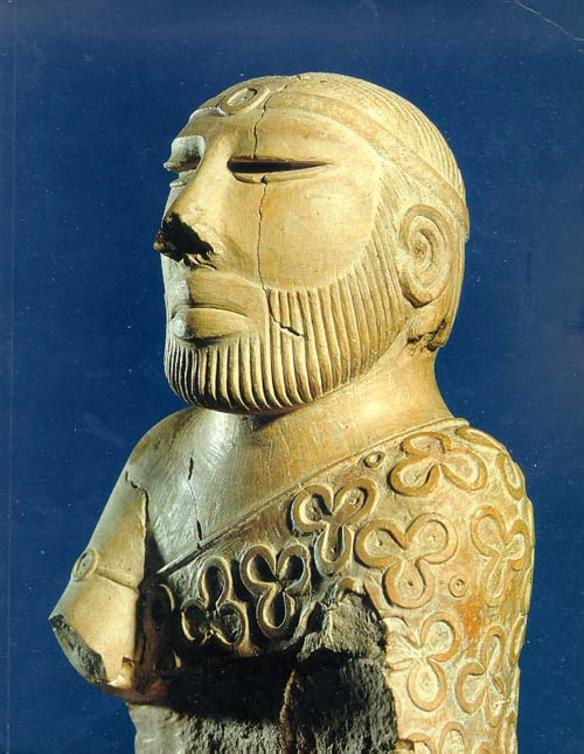
インダス文明の祭司像

## 一覧

ヒンドゥー教の卍

- バラモン教 - 4世紀頃に民間信仰を取り込んでヒンドゥー教へ発展消滅。
- ヒンドゥー教
- 仏教 - 紀元前4世紀頃に根本分裂によって上座部と大衆部に分裂。その後インド国内では完全に消滅。現代においてアンチ・カースト活動により信仰が再興。
- ジャイナ教 - 六師外道の一人であるヴァルダマーナが創唱した宗教。現在もインド国内に多くの信徒を持つ。
- チャールヴァーカ - 六師外道の一人であるアジタ・ケーサカンバリンが創唱した宗教。15世紀頃に消滅。
- アージーヴィカ教 - 六師外道の一人であるマッカリ・ゴーサーラが創唱した宗教。13世紀以降にジャイナ教に吸収され消滅。
- シク教 - グル・ナーナクによって16世紀に創唱された宗教。
- アイヤーヴァリ - アイヤ・ヴァイクンダル（英語版）によって19世紀に創唱された宗教。南インドのタミル人を中心に多くの信者を持つ。
- タントリズム - ラージプート時代前期（7世紀前後）に興隆した宗教的・思想的潮流。ヒンドゥー教や仏教に影響を及ぼした。

## バラモン教
バラモン教は、司祭階級バラモン (brāhmaṇa) を特殊階級として、神に等しい存在として敬う。バラモンは、宇宙の根本原理ブラフマンと同一であるとされ、生けにえなどの儀式を行うことができるのはバラモンだけだとされる。
1世紀から3世紀にかけて、仏教に押されたバラモン教が衰退した後、4世紀頃にバラモン教を中心にインドの各民族宗教が再構成されヒンドゥー教に発展する。この際、主神が、シヴァ、ヴィシュヌへと移り変わる。バラモン教やヴェーダにおいては、シヴァやヴィシュヌは脇役的な役目しかしていなかった。
シヴァは別名を1000も持ち、ヴィシュヌは10の化身を持つなど、民族宗教を取り込んだ形跡が見られる。
15世紀、イスラムにインドが支配された時代に、一般のヒンドゥー教徒はイスラムの支配にしたがったが、イスラムへの従属をよしとしない一派としてグル・ナーナクによりシク教が作られた。

## アンチ・バラモンの新宗教
紀元前5世紀頃に、北インドのほぼ同じ地域で、仏教やジャイナ教をはじめとした、アンチ・バラモンの新宗教がいくつか誕生するが現在まで続いているのはそのうちの仏教とジャイナ教だけである。
バラモンの権威に対峙する仏教は、バラモン教の基本のひとつであるカースト制度を否定した。すなわち司祭階級バラモン（ブラフミン）の優越性も否定した。しかし、ゴータマ・ブッダの死後において、バラモン自身が仏教の司祭として振舞うなど、バラモン教が仏教を取り込んで、バラモンの特殊な地位を再確保しようという政治的な動きもあった。
また、ゴータマ・ブッダは唯一神の存在を自分の宗教の一部としては認めなかった。ただしゴータマ・ブッダの死後、バラモン教の神が仏法守護神や眷属として取り込まれて行った。従って仏教はバラモン教に対峙して発展したが、民衆の間に広まっていくに連れ、バラモン教の神々を吸収して行ったのである。
もう一つのアンチ・バラモンであるジャイナ教の開祖マハーヴィーラは、彼以前に23人のティールタンカラ（祖師）がおり、24祖とされた。ティールタンカラ自身はヴェーダの宗教の一部であったと思われる。マハーヴィーラが24人目のティールタンカラの生まれ変わりであると認定された後に、ジャイナはバラモン教から独立したとする説もある。また、マハーヴィーラとゴータマ・ブッダは、同時代、同地域に生きており、ジャイナ教の伝説ではゴータマ・ブッダ自身も24人目の最後のティールタンカラとなることを望んでいたと言われ、マハーヴィーラに負けたとされている。